# چنج
چنج (انگلیسی: Chage؛ زادهٔ ۶ ژانویهٔ ۱۹۵۸) خواننده-ترانه‌پرداز، آهنگساز، و عکاس اهل ژاپن است.